# タイメン・ブロクザイル
タイメン・ブロクザイル（Thijmen Blokzijl、2005年2月25日 - ）は、オランダ・フローニンゲン出身のサッカー選手。FCフローニンゲン所属。ポジションはDF。

## クラブ経歴
2016年に11歳でFCフローニンゲンの下部組織へ入団し、2021年5月には16歳ながらトップチームの練習へ参加するようになった。2023年1月8日、エールディヴィジのSBVエクセルシオール戦にてトップチームデビューを飾った。

## 代表経歴
2022年には、UEFA U-17欧州選手権2022に臨むU-17オランダ代表に招集され、同大会ではレギュラーとして大会準優勝に貢献した。